# 新しい光
「新しい光」（あたらしいひかり）は、日本のロックバンド、9mm Parabellum Bulletの3枚目のシングル。2011年5月18日にEMIミュージック・ジャパンから発売された。

## 概要
- 初回限定盤の特典として2010年11月6日にさいたまスーパーアリーナで行われた、EMIミュージック・ジャパンの50周年記念イベント『EMI ROCKS』にて演奏した全8曲を2011年5月31日までの期間限定で全曲無料ダウンロード出来るパスワードが封入されている他に、1st EP『Discommunication e.p.』以来となる9mm Parabellum Bulletオリジナル・ロゴステッカーの帯仕様となっている[1][2][3]。

## 収録曲
1. 新しい光 [4:03]
作詞：菅原卓郎、作曲：滝善充
2. Bone To Love You [3:48]
作詞：菅原卓郎、作曲：滝善充

初回限定特典フリーダウンロード音源 ("EMI ROCKS" 10.11.06 At Saitama Super Arena)
1. Discommunication
2. Wanderland
3. Vampiregirl
4. キャンドルの灯を
5. Supernova
6. Black Market Blues
7. Cold Edge
8. The Revolutionary